# Pokój z widokiem na wojnę
Pokój z widokiem na wojnę – czwarty studyjny album zespołu Normalsi, wydany 28 listopada 2009 roku.

## Lista utworów
1. Nie ta historia - 4:02
2. Postęp - 3:23
3. Jeszcze raz - 6:32
4. Drabina - 2:53
5. Nurek - 3:12
6. Na wschodniej północ - 4:15
7. Po co - 3:48
8. Jesień - 4:14
9. Wróbel - 3:38
10. Płyńmy dalej - 4:49
11. Zdjęcia - 4:12
12. Ja - 4:48
13. Wojna - 3:54
14. Pokój - 4:09

## Twórcy
- Piotr "Chypis" Pachulski - wokal, gitara elektryczna
- Mirek "Koniu" Mazurczyk - gitara elektryczna
- Marcin "Rittus" Ritter - gitara basowa
- Krzysztof Szewczyk - perkusja